# Tanais (diocèse)
Pour les articles homonymes, voir Tanaïs.
Tanais est le nom d'un diocèse lydien de l'Église primitive, aujourd'hui désaffecté.
Son nom est utilisé comme siège titulaire pour un évêque chargé d'une autre mission que la conduite d'un diocèse contemporain.
Il est actuellement vacant. Son dernier titulaire catholique était Mgr Agustín Herrera, évêque coadjuteur de Jujuy en Argentine.

## Situation géographique
Ce diocèse était situé en Lydie, à l'ouest de la Turquie actuelle.

## Liste des évêques contemporains titulaires de ce diocèse
| Début      | Fin        | Nat.      | Nom                                      | Fonction exercée                                                        |
| ---------- | ---------- | --------- | ---------------------------------------- | ----------------------------------------------------------------------- |
| 17/07/1926 | 24/02/1933 | Chine     | Mgr Juan José Maíztegui y Besoitaiturria | Vicaire apostolique de Darién (Panama) puis évêque auxiliaire de Panama |
| 16/03/1933 | 11/04/1946 | Chine     | Mgr Joseph Tsui Shou-hsün                | Vicaire apostolique de Weixian                                          |
| 03/03/1948 | 03/11/1956 | Ukraine   | Mgr Andrew Roborecki                     | Évêque auxiliaire de rite ukrainien pour le centre du Canada            |
| 14/06/1957 | 12/06/1961 | Argentine | Mgr Raúl Primatesta                      | Évêque auxiliaire de La Plata                                           |
| 24/07/1961 | 08/09/1965 | Argentine | Mgr Agustín Herrera                      | Évêque coadjuteur de Jujuy                                              |

## Sources
- (en) Fiche sur le site catholic-hierarchy.org